# スキート・ウールリッチ
ブライアン・レイ・トラウト（Bryan Ray Trout, 1970年1月20日 - ）, 専門的にはスキート・ウルリッチ (Skeet Ulrich) としてよく知られている, はアメリカ合衆国ノースカロライナ州出身（生まれはバージニア州）の俳優。
日本語での表記は「ウールリッチ」と表記されることが多いが、英語での発音は「オルリック」または「オーレック」が原音に近い。

## 来歴
本名はブライアン・レイ・トラウトで、「スキート」は子供の頃のニックネーム。ノースカロライナの大学で海洋学を学んでいたがニューヨーク大学に移り、学業の傍ら、デヴィッド・マメットが設立したアトランティック・シアター・カンパニーに所属して舞台に出るようになる。
1990年代後半より映画に出演しはじめ、『スクリーム』『恋愛小説家』などに出演。
「スクリーム」のサイコパス青年で一躍注目を集め、名俳優との共演が続いている。
近年はテレビシリーズへの出演が多く、『ジェリコ 閉ざされた街』に続き、『LAW & ORDER』シリーズ最新スピンオフの『LAW & ORDER:LA』でも主人公を務めている。
９８年の「グリーンズ」で共演したジョージナ・ケイツと結婚した。

## 出演作品

### 映画
| 公開年 | 邦題 原題                                                  | 役名                               | 備考 |
| ------ | ---------------------------------------------------------- | ---------------------------------- | ---- |
| 1996   | ザ・クラフト The Craft                                     | クリス・フッカー                   |      |
| 1996   | ラストダンス Last Dance                                    | ビリー                             |      |
| 1996   | BOYS Boys                                                  | バド・ヴァレンタイン               |      |
| 1996   | アルビノ・アリゲーター Albino Alligator                    | ダニー                             |      |
| 1996   | スクリーム Scream                                          | ビリー・ルーミス                   |      |
| 1997   | Touch タッチ Touch                                         | チャーリー                         |      |
| 1997   | 恋愛小説家 As Good as It Gets                              | ヴィンセント                       |      |
| 1998   | ニュートン・ボーイズ The Newton Boys                       | ジョー・ニュートン                 |      |
| 1998   | グリーンズ A Soldier's Sweetheart                          | マーク・フォッシー                 |      |
| 1999   | チルファクター Chill Factor                                | ティム・メイソン                   |      |
| 1999   | シビル・ガン 楽園をください Ride with the Devil            | ジャック・ブル・チャイルズ         |      |
| 2000   | ザ・ハッカー Takedown                                      | ケビン・ミトニック                 |      |
| 2001   | ミッションブルー Soul Assassin                             | ケヴィン・パーク                   |      |
| 2001   | アラスカ・ケビン 史上最大の犬ぞり大作戦 Kevin of the North | ケビン・マンレイ                   |      |
| 2009   | アーマード 武装地帯 Armored                                | ドプス                             |      |
| 2013   | マインザットバード 夢をのせて駆け抜けた馬 50 to 1          | チップ・ウーリー                   |      |
| 2017   | エスケープ・ルーム Escape Room                             | ブライス                           |      |
| 2017   | エリザベス ～狂気のオカルティズム～ I Am Elizabeth Smart   | ブライアン・デイビット・ミッチェル |      |
| 2022   | スクリーム Scream                                          | ビリー・ルーミス                   |      |

### テレビシリーズ
| 放映年    | 邦題 原題                                                  | 役名                   | 備考                   |
| --------- | ---------------------------------------------------------- | ---------------------- | ---------------------- |
| 2005      | INTO THE WEST イントゥー・ザ・ウエスト Into the West       | ジェスロ・ウィーラー   | ミニシリーズ           |
| 2006-2008 | ジェリコ 閉ざされた街 Jericho                              | ジェイク・グリーン     | 29エピソード           |
| 2009      | CSI:ニューヨーク CSI: NY                                   | ホリス・エクハート     | シーズン6の3エピソード |
| 2010      | LAW & ORDER:性犯罪特捜班 Law & Order: Special Victims Unit | レックス・ウィンターズ | 1エピソード            |
| 2010-2011 | LAW & ORDER:LA Law & Order: Los Angeles                    | レックス・ウィンターズ | 14エピソード           |
| 2015-2016 | アンフォゲッタブル 完全記憶捜査 Unforgettable              | エディー・マーティン   |                        |
| 2017-2021 | リバーデイル Riverdale                                     | FP・ジョーンズ         |                        |